# 镓
鎵，是一種化學元素，化學符號为Ga，原子序數为31，原子量為69.723 u，位於元素週期表的第13族，為一種貧金屬，與同族的鋁、銦和鉈具有相似的特性。它是由法国化学家保罗·埃米尔·勒科克·德布瓦博德兰在1875年发现的。
在標準狀況下，鎵元素是質地柔軟的銀色金屬，在液态下則為银白色。如果对镓施加太多力，它就可能形成贝壳状断口。自1875年發現以來，鎵一直被用於製造低熔點合金。它還用於半導體基材的摻雜劑。
鎵的熔點可作為溫度參考點。鎵合金亦可應用於溫度計，作為代替汞的無毒和環保的替用品，並且可以承受比汞更高的溫度。鎵銦錫合金（62–95％鎵，5–22％銦和0–16％錫）具有遠低於水凝固點的凝固點−19 °C（−2 °F），但这也可能是过冷的凝固點。
镓在自然界中不以单质存在，常以镓(III)的形式微量散存於鋅礦（例如闪锌矿）、鋁土礦等礦石中。镓在29.76 °C（85.57 °F）会融化成液體，因此會融化於人的手中（一般人的體溫為37.0 °C（98.6 °F））。
鎵在多種關鍵新興技術中皆有重要應用。電子設備中主要使用的鎵化合物砷化鎵，用於微波電路、高速轉換電路、紅外線電路。半導體氮化鎵和氮化銦鎵则用於製造藍色和紫色的發光二極體（LED）和雷射二極體。除此之外，鎵也用於生產珠寶用途的人造釓鎵榴石型鐵氧體。镓被列為一種技术关键元素。
鎵在生物學中沒有已知的天然作用。三價鎵和三價鐵在生物系統中有相似的作用，因此三價鎵也被應用在藥學和放射藥理學上。

## 物理性质

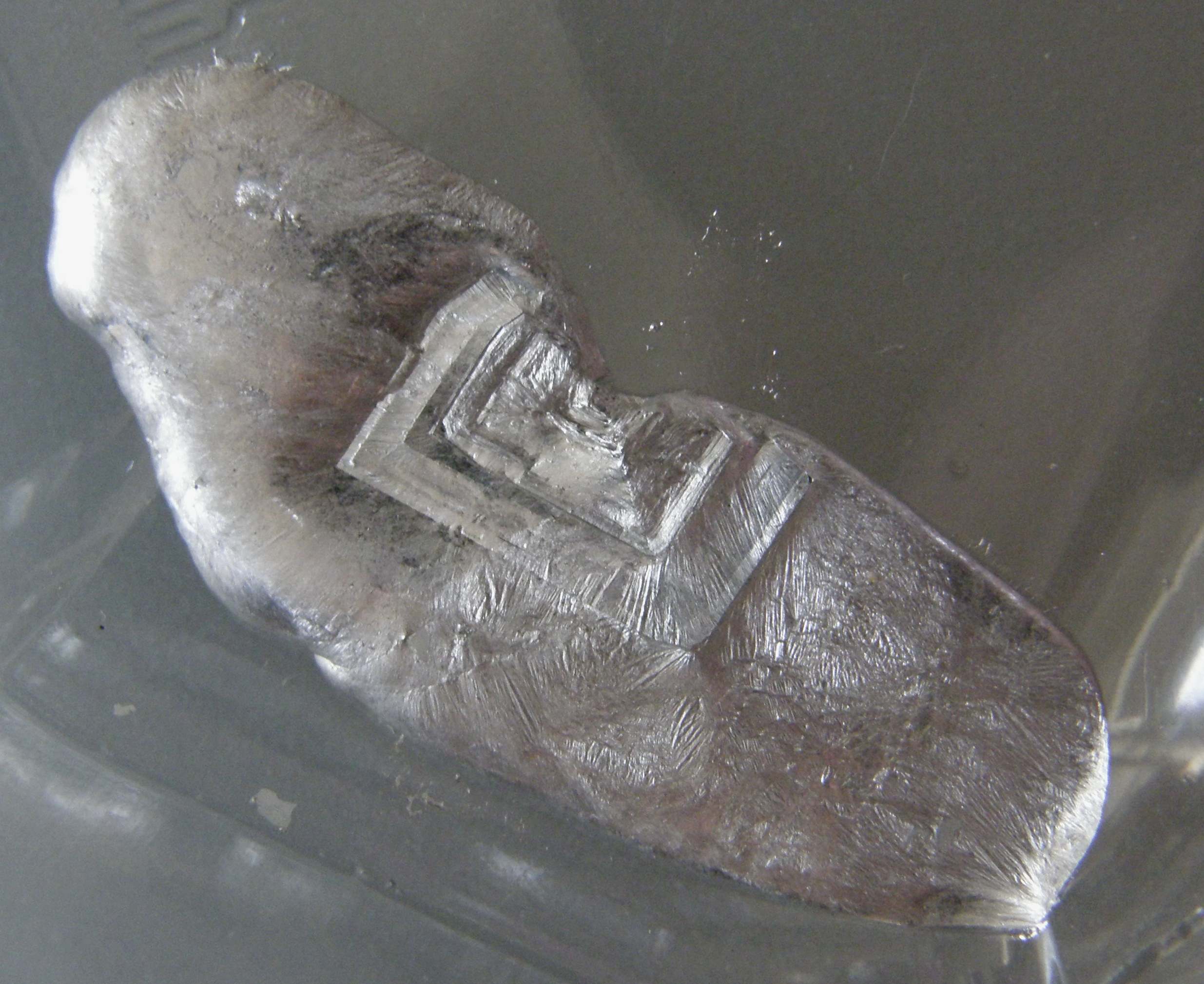
液态镓的结晶

单质镓不存在于自然界，但可以通过冶炼获得。极纯的镓是银蓝色的金属，会像玻璃一样形成贝壳状断口。液态镓转化为固态时，会膨胀3.4%，因此它不能储存于玻璃或金属容器里，因为容器会因为镓的凝固而破裂。其它和镓一样在凝固时膨胀的材料有水、硅、锗、铋和钚。:222
镓会扩散到金属的晶格脆化大部分金属，如扩散到铝锌合金和钢的晶粒边界里，使它们变得很脆。镓很容易和其它金属形成合金，这个性质用于原子弹钚弹芯的钚镓合金中，以稳定钚晶体的结构。
镓的熔点 302.9146 K（29.7646 °C，85.5763 °F）仅略高于室温，与地球中纬度地区夏季的平均白天温度大致相同。
它的熔点是国际计量局（BIPM）制定的国际实用温标（ITS-90）的正式温度参考点之一。国家标准技术研究所（NIST）则优先使用镓的三相点 302.9166 K（29.7666 °C，85.5799 °F），而不是熔点。
镓的低熔点使得它可以在人的手中融化。这种液态金属倾向于形成过冷液体：纳米镓颗粒在90 K下仍可以保持液态。加入晶种或者对其震荡即可使镓重新回到固态。镓是在室温或接近室温下呈液态的四个非放射性金属之一，另外三个是铯、铷和汞。在这四个金属中，镓是唯一一种既没有高反应性（铷和铯）也没有高毒性（汞）的，因此可用于高温温度计。值得注意的是，它是具有最大液态范围的金属之一。与汞不同，镓在高温下具有低蒸气压。镓的沸点为2673  K，比它在绝对标度上的熔点高8倍以上，这是任何元素的熔点和沸点之间的最大比值。:224虽然镓的毒性比汞低，需要的预防措施也少得多，但由于液态镓会浸润玻璃、皮肤以及很多材料，使得它更难处理。涂在玻璃上的镓会形成一面明亮的镓镜。:221
| 性质               | a    | b    | c    |
| ------------------ | ---- | ---- | ---- |
| α（~25 °C, μm/m）  | 16   | 11   | 31   |
| ρ（29.7 °C, nΩ·m） | 543  | 174  | 81   |
| ρ（0 °C，nΩ·m）    | 480  | 154  | 71.6 |
| ρ（77 K，nΩ·m）    | 101  | 30.8 | 14.3 |
| ρ（4.2 K，pΩ·m）   | 13.8 | 6.8  | 1.6  |

晶体镓不属于任何简单的晶体结构。镓在标准情况下的晶体结构是正交晶系，一个单元格里有8个原子。在一个单元格中，每个原子都只有一个最近的原子（距离为244 pm）。剩下的六个原子则距离较远，而这六个原子也以244 pm的距离成对。镓由于温度和压力的变化，会形成许多稳定和亚稳定的相态。
两个最接近的镓原子之间的键是共价键，因此Ga2二聚体被视为晶体镓的基本组成部分。这解释了为什么镓相对于邻近的铝和铟有较低的熔点。这种结构惊人地和碘相似，可能是镓原子比4s电子和[Ar]3d10原子实更远离原子核的单个4p电子之间的相互作用而成的。这种现象在同为液态的汞的“拟惰性气体”电子构型 [Xe]4f145d106s2中再次出现。:223镓的3d10电子不能屏蔽外层的电子，所以镓的第一电离能比铝大。:222液态镓中不存在Ga2二聚体，而是形成复杂的低配位结构，其中每个镓原子只被10个原子环绕，而其它液态金属则被11-12个原子环绕。
镓的物理性质有极高的各向异性，也就是沿三个主要的晶轴a、b和c（见图）测量的值不同。温度会强烈影响镓的性质，尤其是在熔点附近的温度。例如，镓在熔化时的热膨胀系数会增加数倍。

### 同位素
镓有30种同位素，原子量在60到89之间，其中只有两种是天然存在的稳定同位素，分别为镓-69和镓-71。较常见的镓-69占了天然镓的60.1%，而镓-71则组成了剩下的39.9%。剩下的镓同位素都是人造的放射性同位素，其中最稳定的是镓-67（半衰期3.261天）。轻于镓-69的镓同位素通常通过正β衰变（正电子发射）或是电子捕获衰变成锌，重于镓-71的镓同位素则通过β衰变（电子发射）衰变成锗, 而镓-70可以通过β衰变或是电子捕获两种方式衰变。镓-67由于其衰变能量不足以正电子发射，所以它只能通过电子捕获衰变。

## 化学性质
镓主要以+3氧化态存在。镓的+1氧化态比较重的同类物铟和铊罕见，但也存在于某些化合物中。举个例子，非常稳定的GaCl2同时含有镓(I)和镓(III)，结构为GaIGaIIICl4。作为比较，镓的一氯化物在0 °C以上不稳定，会歧化成单质镓和三氯化镓。真正的镓(II)化合物含有Ga–Ga键，例如GaS（结构为Ga24+(S2−)2）和二氧六环配合物Ga2Cl4(C4H8O2)2。:240

### 水溶液化学
强酸可以溶解镓，形成像是Ga(NO
3)
3的镓(III)化合物。镓(III)化合物的水溶液含有水合镓(III)离子[Ga(H
2O)
6]3+
。:1033氢氧化镓 Ga(OH)
3可以通过镓(III)溶液和氨反应沉淀而成。Ga(OH)
3在100 °C下脱水，形成碱式氧化镓 GaO(OH)。:140–141
碱性氢氧化物溶液也可以溶解镓，形成含有Ga(OH)−
4离子的镓酸盐。:1033两性的氢氧化镓也溶于碱，形成镓酸盐。:141早期研究认为Ga(OH)3−
6可能存在，但之后的研究没发现这种离子。

### 和氧族元素的化合物
镓在高温下才会和氧族元素反应。由于形成了保护性的氧化物层，室温下的镓不与空气和水反应。不过，高温下的镓会和空气中的氧气，形成氧化镓 Ga
2O
3。在500 °C至700 °C的真空下使用单质镓还原Ga
2O
3会产生深棕色的氧化亚镓 Ga
2O。:285Ga
2O是很强的还原剂，可以把H
2SO
4还原成H
2S。:207它在800 °C下歧化成单质镓和Ga
2O
3。
硫化镓 Ga
2S
3有三种晶体结构。:104它可以通过镓和硫化氢 H
2S在950 °C下反应而成。:162它也可以由Ga(OH)
3和硫化氢在747 °C下反应而成：
2 Ga(OH)
3 + 3 H
2S → Ga
2S
3 + 6 H
2O
碱金属碳酸盐、Ga
2O
3和H
2S的反应会产生含有[Ga
2S
4]2−
阴离子的硫代镓酸盐。强酸会和这种盐反应，并放出H
2S。:104–105硫代镓酸汞HgGa
2S
4可用作磷光体。
镓也有低氧化态的硫化物，例如一硫化镓和绿色的一硫化二镓。后者可以由前者在氮气中加热到1000 °C而成。:94
Ga
2Se
3和Ga
2Te
3则呈闪锌矿结构。它们都是半导体，但因容易水解而用处有限。:104

### 和氮族元素的化合物
镓和氨在1050 °C下反应，形成氮化镓 GaN。镓也可以分别和磷、砷和锑形成磷化镓（GaP）、砷化镓（GaAs）和锑化镓（GaSb）。这些化合物的晶体结构和ZnS一样，且都是半导体。:1034GaP、GaAs和GaSb可以通过镓和对应的氮族元素直接反应而成。:99它们的电导率比GaN大。:101GaP也可以通过Ga
2O和磷在低温下反应而成。
镓可以形成三元氮化物：:99
Li
3Ga + N
2 → Li
3GaN
2
类似的三元磷化物和砷化物也是已知的，例子有Li
3GaP
2和Li
3GaAs
2。这些化合物很容易和水或稀酸反应。:101

### 卤化物
氧化镓会和HF或F
2等氟化剂反应，形成三氟化镓 GaF
3。它是不溶于水的离子化合物。它可溶于氢氟酸并和水形成加合物 GaF
3·3H
2O。尝试对这种加合物脱水只会产生 GaF
2OH·nH
2O。它和氨反应，产生 GaF
3·3NH
3，后者加热可以生成 GaF
3。:128–129
三氯化镓可以由金属镓和氯气反应而成。和三氟化镓不同，三氯化镓以二聚体分子 Ga
2Cl
6存在，熔点78 °C。溴化物Ga
2Br
6和碘化物Ga
2I
6的结构也是这样。:133
和其它硼族元素卤化物一样，镓(III)卤化物都是路易斯酸，会和碱金属卤化物反应，形成GaX−
4阴离子（X是卤素）。它也会和卤代烷烃反应，形成碳正离子和GaX−
4。:136–137
加热时，镓(III)卤化物会和单质镓反应，形成对应的镓(I)卤化物。举个例子，GaCl
3和Ga反应，形成GaCl：
2 Ga + GaCl
3 ⇌ 3 GaCl (g)
在低温下，反应平衡会向左移动，GaCl也会歧化成GaCl
3和单质镓。GaCl也可以通过Ga和HCl在950 °C下反应而成，产物可凝华成红色固体。:1036
镓(I)卤化物可以通过和路易斯酸形成加合物而稳定存在：
GaCl + AlCl
3 → Ga+
[AlCl
4]−

“镓(II)卤化物” GaX
2其实是镓(I)卤化物和镓(III)卤化物的加合物，结构为Ga+
[GaX
4]−
。例子：:1036
GaCl + GaCl
3 → Ga+
[GaCl
4]−

### 氢化物
和铝一样，镓也会形成氢化物 GaH
3。这种氢化物叫做氢化镓，可以通过氢化镓锂（LiGaH
4）和三氯化镓在−30 °C下反应而成：:1031
3 LiGaH
4 + GaCl
3 → 3 LiCl + 4 GaH
3
如果使用甲醚作为溶剂，GaH
3会聚合成(GaH
3)
n。如果没有使用溶剂，氢化镓就会二聚成气态的乙镓烷 Ga
2H
6。它的结构类似乙硼烷，在两个镓原子之间有两个桥接氢原子。:1031
氢化镓在 −10 °C以上不稳定，会分解成单质镓和氢气。

### 有机镓化合物
有机镓化合物的反应性和有机铟化合物类似，比有机铝化合物的活性低，但比有机铊化合物的活性高。:262–5烷基镓是单体。硼族元素的有机化合物的路易斯酸性以 Al > Ga > In 递减，因此有机镓化合物不和有机铝化合物一样形成桥接二聚体。有机镓化合物可以形成稳定的过氧化物。烷基镓在室温下为液态，熔点低且容易燃烧。三苯基镓在溶液中为单体，但它的结晶由于分子间的Ga···C 相互作用而形成链状结构。:262–5
三氯化镓是有机镓化合物的常见前体。三氯化镓和环戊二烯基锂在乙醚中反应，可以形成平面三角形的环戊二烯基配合物 GaCp3。镓(I)可以和像是六甲苯的芳香化合物配体形成配合物。由于六甲苯配体很大，所以[Ga(η6-C6Me6)]+是半夹心结构的。较小的均三甲苯则可以使中心的镓原子和两个配体以弯曲的夹心结构配合。更小的苯则可以使配合物形成例如 [Ga(η6-C6H6)2] [GaCl4]·3C6H6的二聚体。:262–5

## 历史
1871年，俄國化學家门捷列夫以他的元素週期律，預測「鎵」的存在，稱之為「eka-aluminium」，意思「鋁下元素」（鋁下一行的元素）。其密度、熔點、氧化物的特徵、和氯的成键等性质與隨後發現的「鎵」實值相差無幾
。
| 性质           | 门捷列夫的预测 | 实际性质    |
| -------------- | -------------- | ----------- |
| 原子量         | ~68            | 69.723      |
| 密度           | 5.9 g/cm3      | 5.904 g/cm3 |
| 熔点           | 低             | 29.767 °C   |
| 氧化物的化学式 | M2O3           | Ga2O3       |
| 氧化物密度     | 5.5 g/cm3      | 5.88 g/cm3  |
| 氢氧化物性质   | 两性           | 两性        |
门捷列夫更提出了一些關於這個元素的預測：人們將可以用光譜儀來發現這個元素；這個金屬元素既可以溶於酸又可以溶於鹼，但不會和空氣反應；M2O3溶於酸時會產生MX3形式的鹽類；這個金屬的鹽類是鹼式鹽；這個金屬的硫酸鹽可以組成礬；以及無水MCl3的揮發性比ZnCl2更高，以上這些預測後來都被證實是正確的。:217
1875年，德布瓦博德蘭檢測在閃鋅礦樣品的原子光譜時，發現兩條紫色譜線，後來經過電解氫氧化鎵的氫氧化鉀溶液得到鎵。
德布瓦博德蘭以「高盧」（Gallia）為這個元素命名，在拉丁語中這是對法國高盧的稱呼。也有人認為是運用不同語言的雙關語而用他的名字（其中包含「Lecoq」）命名：Le coq在法語中是「公雞」（rooster）之意，而後者在拉丁語中又是「吊帶」（gallus，與鎵gallium相近）的意思。不過1877年德布瓦博德蘭寫文章否定這個猜測。
德布瓦博德蘭原本認為鎵的密度是4.7 g/cm3，和門得列夫預測的數值不相符。在門得列夫的建議下，德布瓦博德蘭重新測量，並且得到和門得列夫預測幾乎相同的數值：5.9 g/cm3。:217
1960年代將砷化鎵使用於直接帶隙半導體的進展，更為鎵的應用迎來新的可能:221。1978年，电子行业使用镓来制造发光二极管、光伏和半导体，而金属行业则使用它来降低合金的熔点。

## 存在
镓在地球地壳中不以单质存在，而像是gallite（CuGaS2）的高镓矿物则因为太稀有而不能作为镓的主要来源。镓在地球地壳中的丰度约为16.9 ppm，可以和铅、钴和铌比较，然而，镓不像这些元素，它不会形成矿床。它痕量存在于锌矿石中，在铝矿石中的含量略高（~50 ppm），以副产品的形式从这两种矿石中提取。这种缺乏独立矿床的原因是镓的地球化学性质，在大多数与矿床形成相关的过程中都没有显示出强烈的富集性。
美国地质调查局（USGS）估计已知的铝土矿和锌矿石储量中含有超过100万吨的镓。一些煤烟道灰尘中含有少量的镓，通常含量低于1%（按重量计）。然而，如果不开采主矿，这些镓是不可提取的（见下文）。因此，镓的产量从根本上取决于铝土矿和锌矿石（和煤）的产量。

## 生产

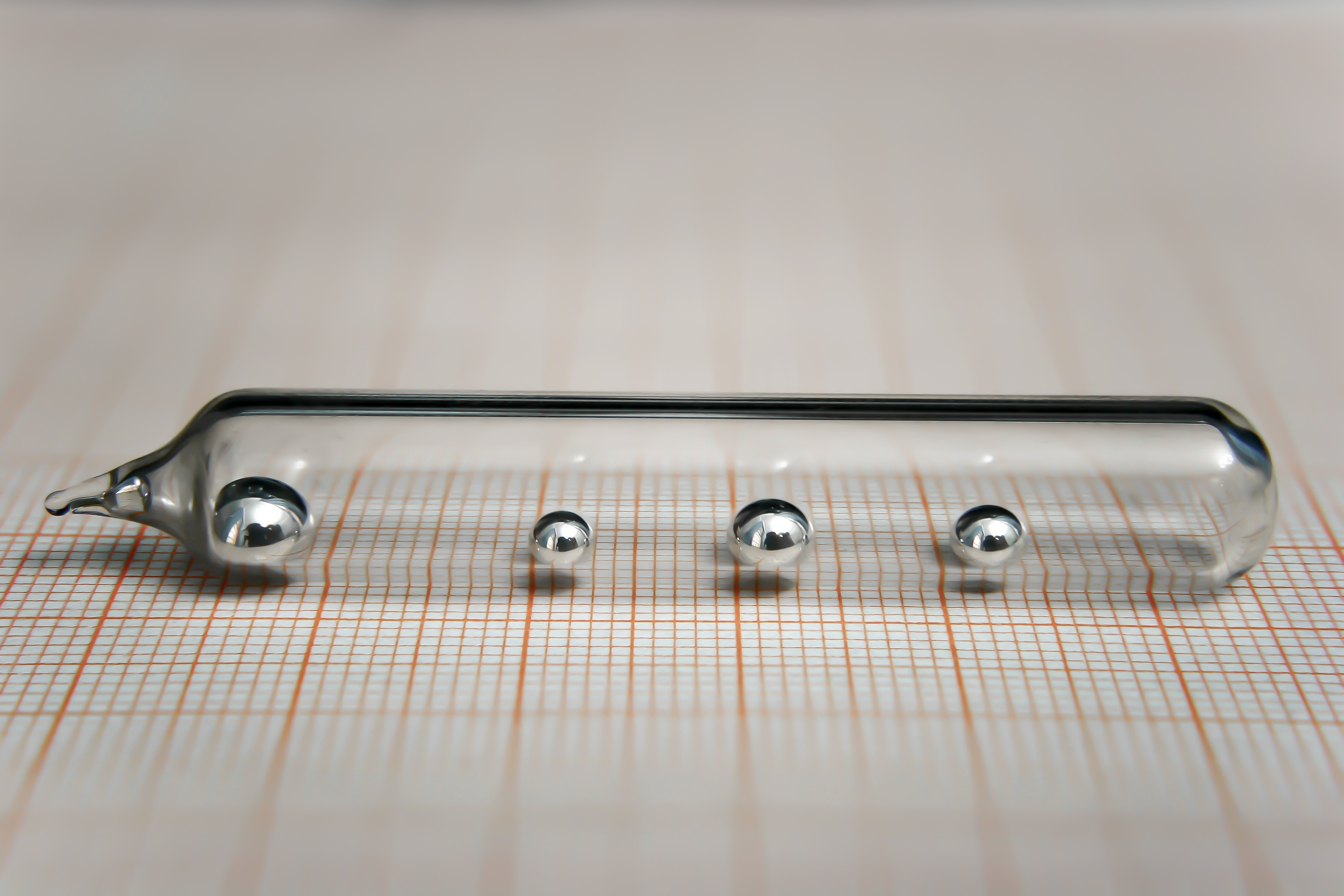
99.9999%（6N）镓（真空安瓿密封）

镓是生产其它金属的过程中的副产品。它的主要来源是铝的主要矿石铝土矿，也有少量的镓来自硫化锌矿（主要是闪锌矿）。以前，某些煤炭也是镓的重要来源。
在拜耳法中将铝土矿加工成氧化铝的过程中，镓会在氢氧化钠溶液中积累，这些镓可以通过多种方法提取。最新的方法是使用离子交换树脂。镓的提取率主要取决于铝土矿原料中镓的原始浓度。在50 ppm的典型浓度下，大约15%的镓是可提取的，剩下的部分则通过红泥和氢氧化铝流失。溶液中的镓之后通过离子交换树脂分离，对其电解可以得到金属镓。半导体镓则要用区域熔融技术提纯，或从熔融物中提取单晶（即柴氏法）。99.9999%纯的镓已经能例行取得，并且在商业上有广泛应用。

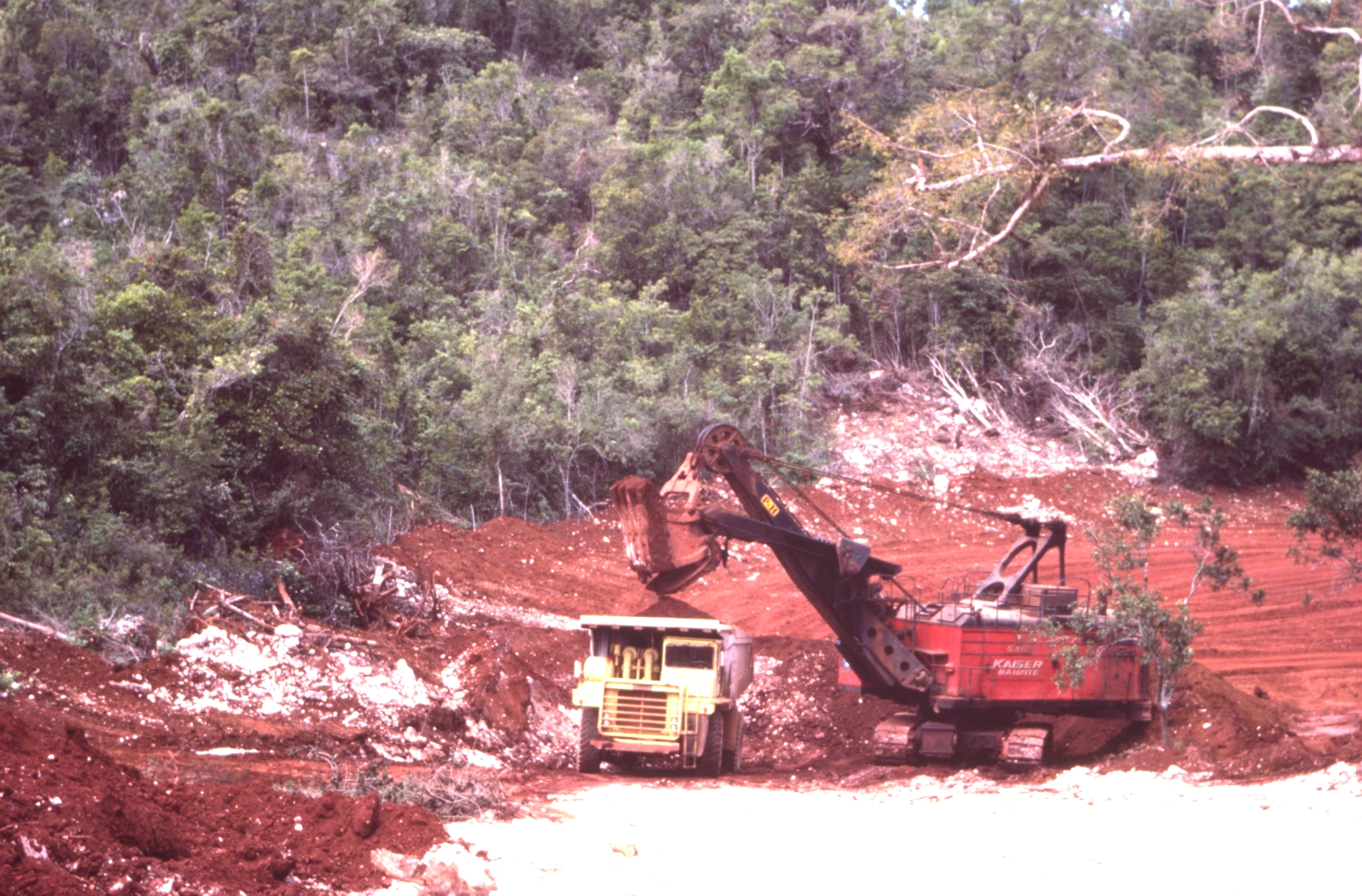
牙买加的铝土矿区（1984年）

以副产品的形式开采意味着镓的生产受到每年提取的铝土矿、硫化锌矿石（和煤）数量的限制，因此需要根据供应潜力来讨论其可用性。副产品的供应潜力定义为在当前市场条件（即技术和价格）下，“每年”从其主体材料中经济可提取的数量。因为它们不能从主要产品中独立提取，所以副产品的储量和资源与供应潜力无关。最近的预测认为铝土矿的镓供应潜力至少为2100吨/年，硫化锌矿石的供应潜力为85吨/年，而煤炭的潜在供应量为590吨/年。这些数值显著大于目前的产量（375吨，2016年）。因此，在不显着增加生产成本或价格的情况下，镓的副产品产量将有可能在未来大幅增加。2016年低品位镓的平均价格为每公斤120美元，2017年则为每公斤135-140美元。
2017年，全球低品位镓的产量约为315吨，比2016年高出了15%。中国、日本、韩国、俄罗斯和乌克兰是镓的主要生产国，而德国在2016年停止了镓的生产。高纯镓的产量则约为180吨，主要来自中国、日本、斯洛伐克、英国和美国。全球2017年的年产量极限预测为730吨（低品位）和320吨（高纯）。
中国于2016年生产了约250吨低品位镓，而2017年时生产了约300吨，占全球LED产量的一半以上。2023年8月1日起，中國對鎵相關產品進行出口管制。

## 用途
镓的商业需求由半导体应用主导，它占了总需求的98%。镓的另一个主要用途是钆镓石榴石。

### 半导体

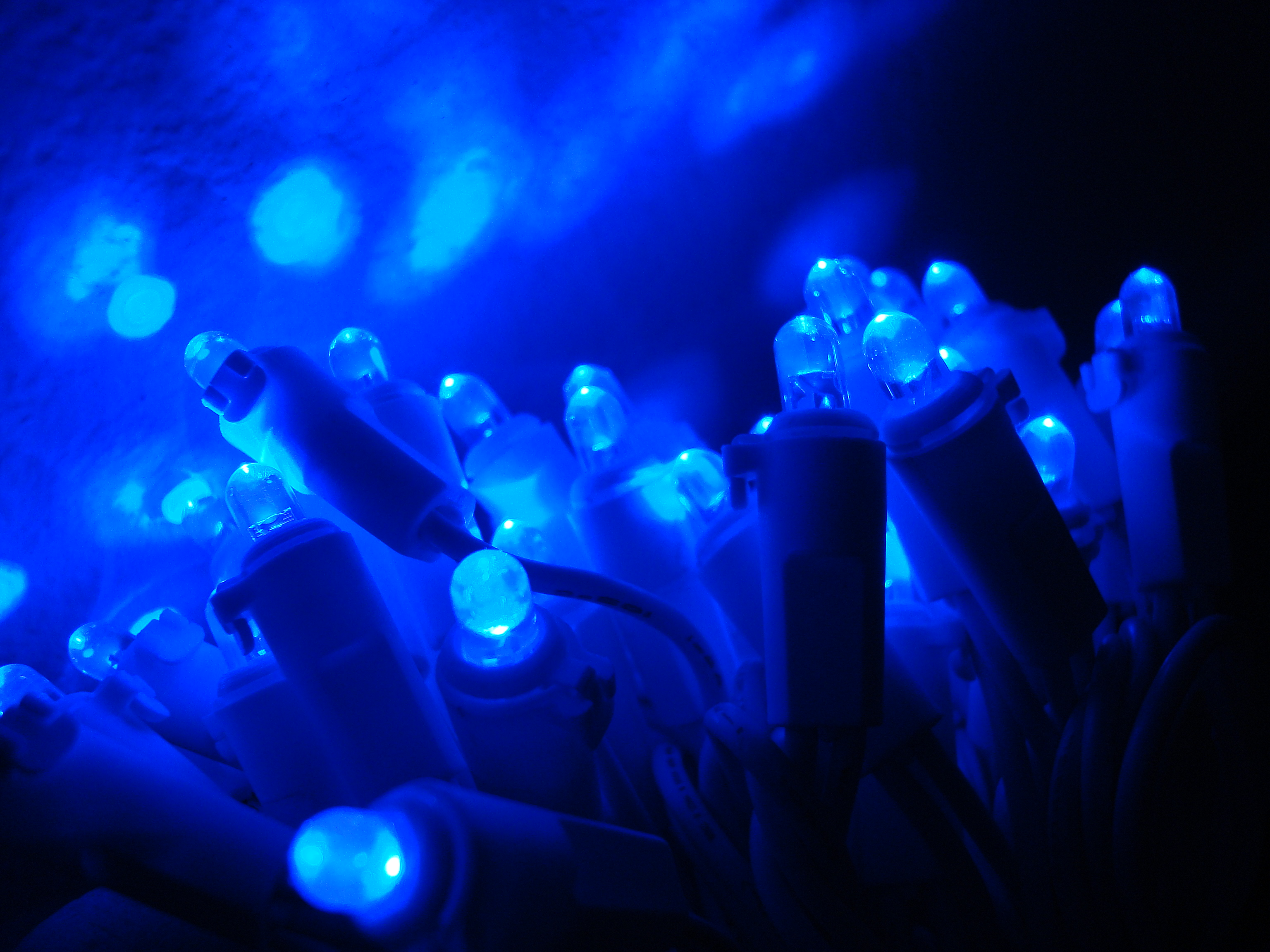
以镓为基础制成的蓝色LED

极纯（>99.9999%）的镓可用于半导体工业。2007年，用于电子元件的砷化镓（GaAs）和氮化镓（GaN）约占美国镓消费量的98%。在美国，大约66%的半导体镓用于集成电路（主要是砷化镓），例如制造超高速逻辑芯片和用于手机中的低噪声微波前置放大器的金属半导体场效应管。约有20%的半导体镓则用于光电工程。
全球的砷化镓占了全球镓年消费量的95%。2016年的砷化镓金额为75亿美元，其中53%来自手机，27%来自无线通信，其余来自汽车、消费者、光纤和军事应用。最近GaAs消费量的增加主要与3G和4G智能手机的出现有关，它们使用的GaAs量是旧型号的10倍。
砷化镓和氮化镓也存在于各种光电器件中，2015年和2016年的市场份额分别为153亿美元和185亿美元。砷化铝镓（AlGaAs）也用于高能红外线发光二极管。半导体氮化镓和氮化铟镓则用于蓝色和紫色光电器件，主要是激光二极管和发光二极管。例如，405nm氮化镓二极管激光器被用作高密度蓝光光盘紧凑型数据磁盘驱动器的紫色光源。
为卫星电力应用而开发的多结光伏电池由砷化镓、磷化铟镓或砷化铟镓薄膜的分子束外延或有机金属化学气相沉积法制成。火星探测漫游者和多颗卫星在锗电池上使用三结砷化镓。镓也是用于太阳能板的光伏化合物（例如Cu(In,Ga)(Se,S)
2）中的一种成分，这些化合物是晶体硅具有成本效益的替代品。

### 合金

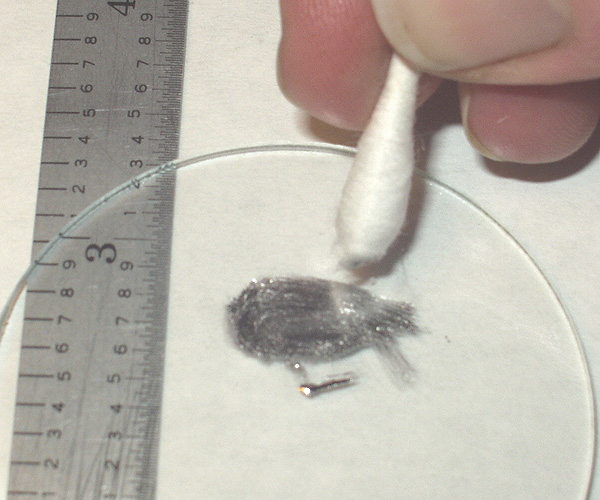
镓铟锡合金可以轻易浸润普通玻璃

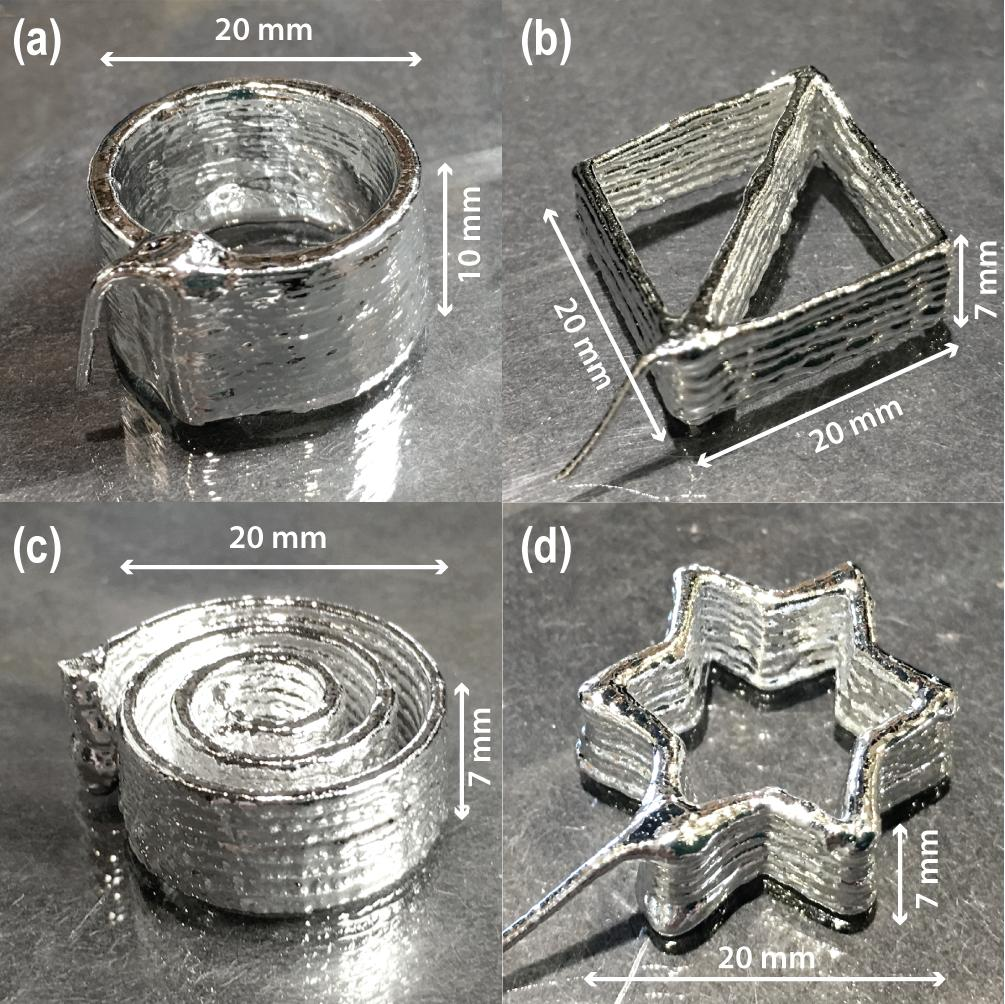
由于它们的低熔点，镓及其合金可以通过3D打印成型为各种3D形式

镓可以和大部分金属形成低熔点合金。镓、铟和锡组成的几乎共晶的合金镓铟锡合金在室温下是液体，用于医用温度计。它的熔点只有−19 °C（−2.2 °F）。有人建议镓合金可以用来代替水冷却计算机芯片，并经常被用作高性能计算中导热膏的替代品。镓合金是银汞的替代品，但尚未得到广泛接受。
因为镓可以浸润玻璃或瓷器，镓可以用来制造闪亮的镜子。当不需要镓合金的浸润时（如镓铟锡合金玻璃温度计中），必须用氧化镓透明层保护玻璃。
用于制造原子弹弹芯的钚需要停留在δ相，而它通过与镓形成合金而使得它可加工。
镓和铟可以形成低熔点合金，如含25%铟的镓合金，在16℃时便熔化，可用于自动灭火装置中。若温度在熔点之上，镓和铟混合研磨时便可自动形成合金。

### 生物医学
雖然生物體內的自然反應作用並不利用镓，但镓离子在生物体内所參與的各種反應過程與铁(III)類似。這些生物作用包括炎症，是許多疾病的指標，所以有一些镓盐在醫療中被用作药物和放射性药物（或正在开发中）。由於发现注射67Ga(III)的柠檬酸盐到帶有腫瘤的動物體內後，鎵鹽會聚積於肿瘤部位，激起了研究鎵鹽用於抗癌的兴趣。臨床研究發現硝酸镓对非霍奇金氏淋巴瘤和尿路上皮癌具有抗肿瘤活性。而新一代的镓配合物，例如麦芽酚镓和三(8-喹啉酸)镓(III)（KP46），也已出现。硝酸镓已被用作静脉注射藥物治疗骨骼恶性转移造成的高钙血症。推測這是因為镓干扰破骨细胞的功能，当其它治疗失败时，嘗試此治療可能會見效。麦芽酚镓是极易吸收的口服镓(III)盐，可以對抗病理性增殖细胞的增殖，特别是癌细胞和某些用鎵代替三价铁（Fe3+）的细菌。研究人员正在試驗以这种化合物治療癌症、传染病和發炎疾病的臨床與臨床前試驗。
镓离子被細菌攝入（例如假单胞菌属的细菌）可干擾細菌的呼吸作用而杀死细菌。这是因为鎵離子取代了铁(III)在細菌生化反應中的角色：铁离子可以被氧化與还原，允许在呼吸作用中转移电子，而镓离子不能氧化还原。
一种镓(III)配合物MR045對於已對氯喹（一种抗疟疾的常用药物）發生抗藥性的寄生虫具有选择性毒性。这种镓(III)配合物和氯嗪的作用，都是抑制寄生虫消化血液形成疟色素的结晶化。

#### 放射性镓化合物
镓-67的盐（例如柠檬酸镓和硝酸镓），是核子醫學掃描（镓扫描）中所使用的放射性药物。所利用的是镓-67，至于是什么镓盐并不重要。人体会把Ga3+看作是Fe3+，因此镓离子会濃集於發炎以及有快速细胞分裂的地方。於是可以使用核扫描技术攝影成像。
半衰期68分钟的镓-68会放出正电子，被用於正子斷層造影作為诊断放射性核素。將鎵與體抑素的類似物結合，可以利用這種配合物追蹤神經內分泌腫瘤。镓-68可以从镓-68制造器中锗的放射性同位素锗-68的衰变而成，然后通过洗脱提取。

### 其它用处
镓可用于探测中微子。可能是有史以来有最多纯镓的地方是俄罗斯巴克三中微子观测所在俄美鎵實驗中所使用的镓-锗中微子望远镜。这个探测器含有55–57吨（~9立方米）的液镓。另一个实验是1990年代初在意大利山区隧道中运行的GALLEX中微子探测器，探测器中装有12.2吨加水的镓-71。太阳中微子会使几个原子的71Ga变成放射性的71Ge，而后者会被检测到。该实验表明，太阳中微子通量比理论预测少40%。在构建更好的太阳中微子探测器和理论之前，这种缺陷没有得到解释（参见SNO）。
镓还用作聚焦离子束的液态金属离子源。镓离子聚焦束创造了世界上最小的书——《芜菁镇的小泰德》。镓的另一用途是作为滑雪板滑行蜡和其他低摩擦表面材料的添加剂。
由于镓的外观类似它较轻的同类物铝，化学家之间著名的恶作剧是制作镓汤匙并用它们为毫无戒心的客人提供茶水。这些汤匙会在热茶中融化。

## 海洋中的镓
微量元素检测的进展使科学家能够发现大西洋和太平洋中溶解的镓的痕迹。近年来，在波弗特海中也检测到了镓。这些报告反映了太平洋和大西洋水域的可能剖面。在太平洋中，深度小于150 m的部分的镓溶解度通常为4–6 pmol/kg，而大西洋深度大于350 m的部分的镓溶解度则为25–28 pmol/kg。
镓主要通过风蚀进入海洋，这些镓可用于解决海洋中铝的分布问题。这是因为镓的地球化学性质类似铝，只不过较难反应。镓在水表面的停留时间也比铝稍长。镓具有与铝相似的溶解曲线，因此镓可用作铝的示踪剂。镓也可以用作铁的风蚀示踪剂。镓在西北太平洋、南大西洋和中大西洋被用作铁的示踪剂。举个例子，西北太平洋中的水面的镓含量低，可以解释高营养低叶绿素环境。

## 毒性
金属镓无毒，但暴露于卤化镓配合物会造成急性毒性。大剂量可溶的Ga3+盐会倾向于形成不可溶的氢氧化物，而氢氧化物沉淀有肾毒性。在较低剂量下，可溶性镓会通过尿液排出体外而不作为毒物积累。镓的排泄分两个阶段：第一阶段的生物半衰期为1小时，而第二阶段的生物半衰期为25小时。

## 外部連結
- 元素镓在洛斯阿拉莫斯国家实验室的介紹（英文）
- —— 镓（英文）
- 元素镓在The Periodic Table of Videos（諾丁漢大學）的介紹（英文）
- 元素镓在Peter van der Krogt elements site的介紹（英文）
- WebElements.com – 镓（英文）